# Medulin
Medulin (italienisch Medolino, in der Antike Mutila) ist ein Dorf in Kroatien.
Der bekannte Badeort liegt an der Südspitze von Istrien. Der Ort verfügt über eine prächtig gegliederte, lange Küste und ist von einer Kette kleiner Inseln umgeben. Heute ist Medulin ein bekanntes Touristenzentrum. Zu ihm gehört auch die Ortschaft Pješćana uvala, zu Deutsch etwa „Sandbucht“, mit dem sogenannten „Sandstrand“, eigentlich eher ein Splitt- und Schotterstrand. Die Ortschaften Pomer, Vinkuran, Premantura und Banjole gehören zu Medulin.
Der Zürgelbaum ⊙ (auch Schokoladenbaum der Erinnerungen genannt) im Zentrum von Medulin nahm 2021 als Vertreter Kroatiens am Wettbewerb „Europäischer Baum des Jahres“ teil.
Zu Medulin gehört außerdem die Halbinsel Vižula, die für ihre antike Ausgrabungsstätte bekannt ist.
Am 15. Mai 2024 kam es zu einem Großbrand im Yachthafen, 22 Boote verbrannten.

## Partnerstädte
- Marcali in Ungarn
- Pöls in Österreich
- Porto Tolle in Italien

## Galerie

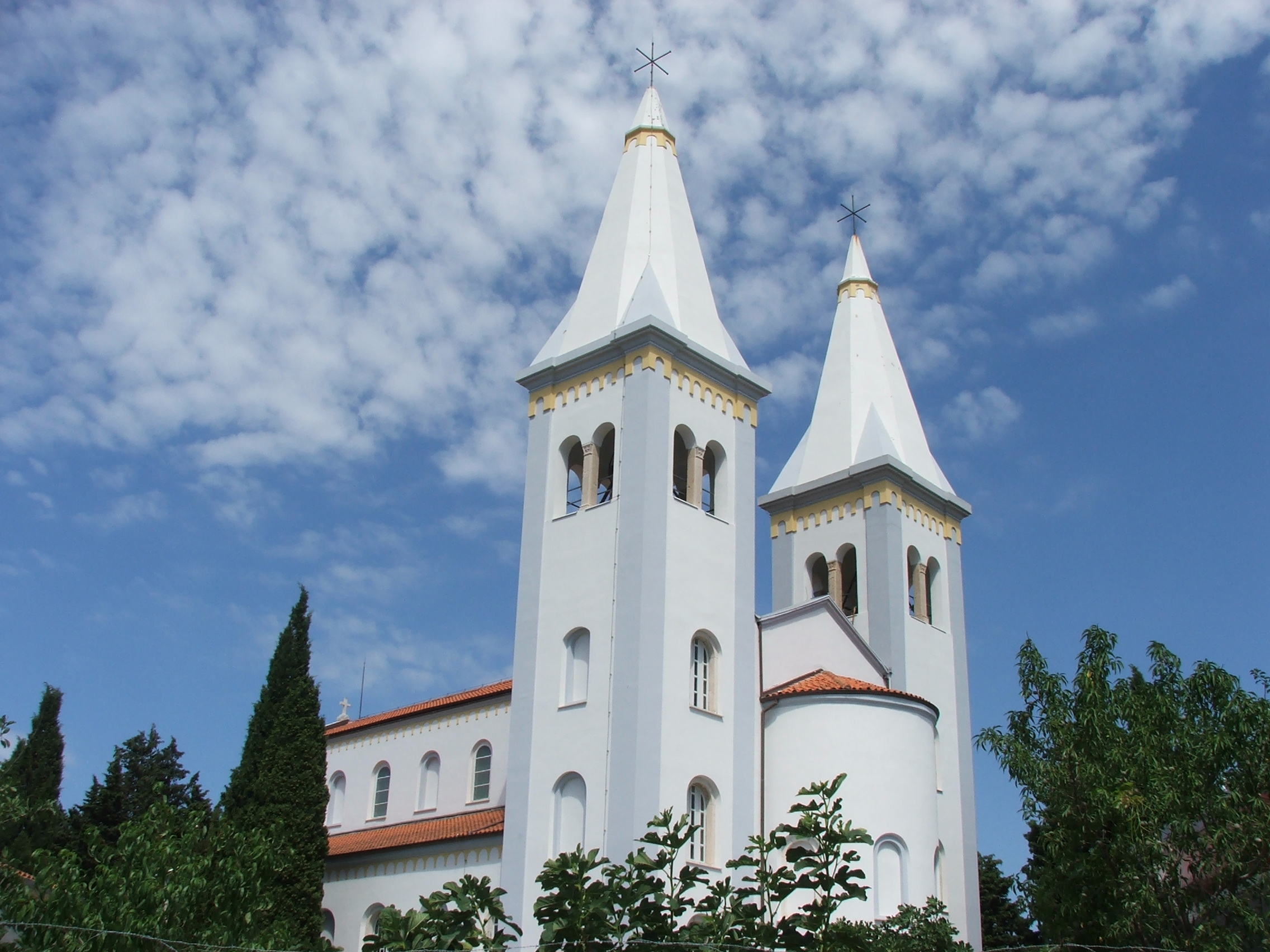
Kirche
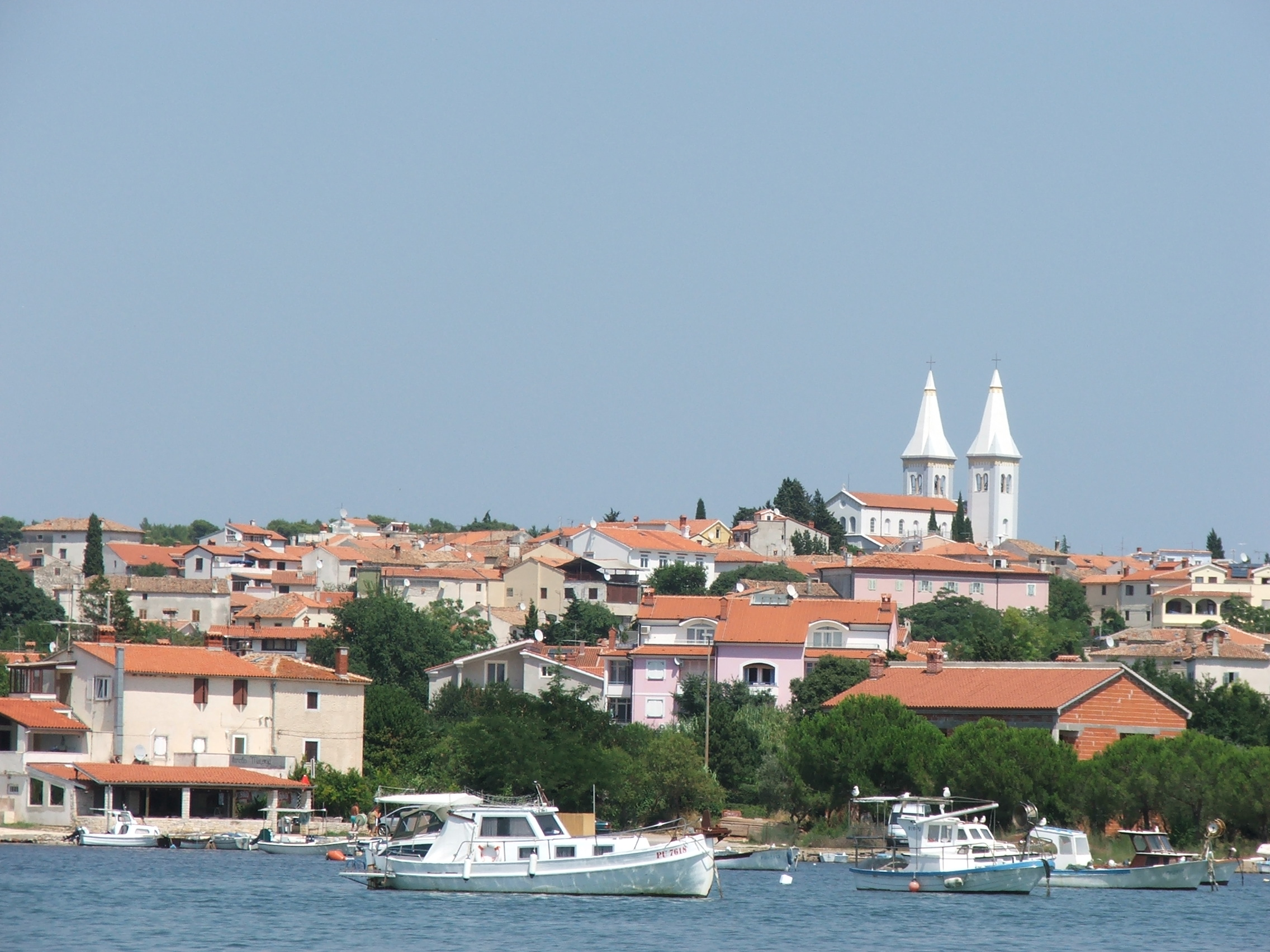
Panorama von Medulin
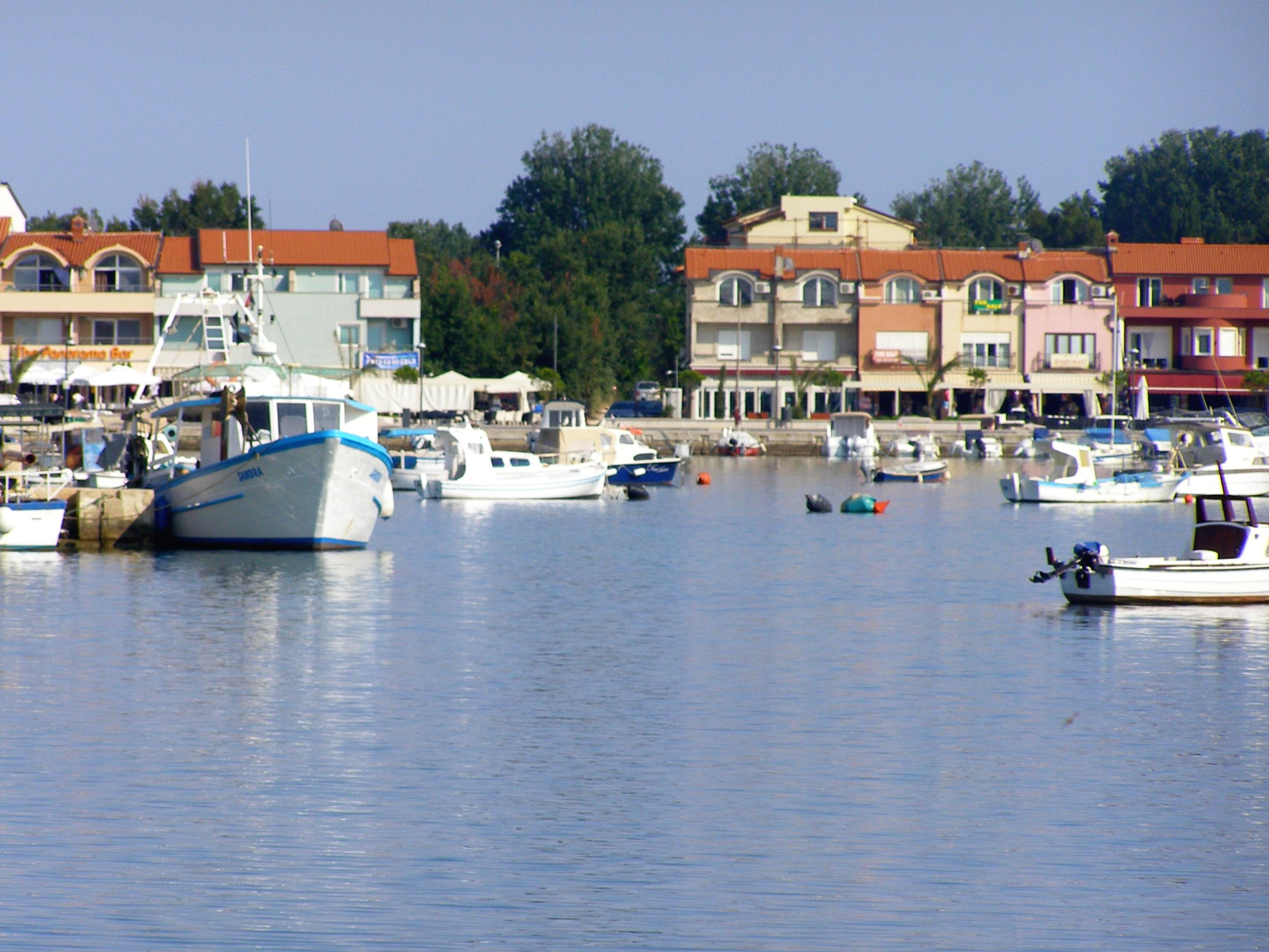
Der Sportboothafen von Medulin
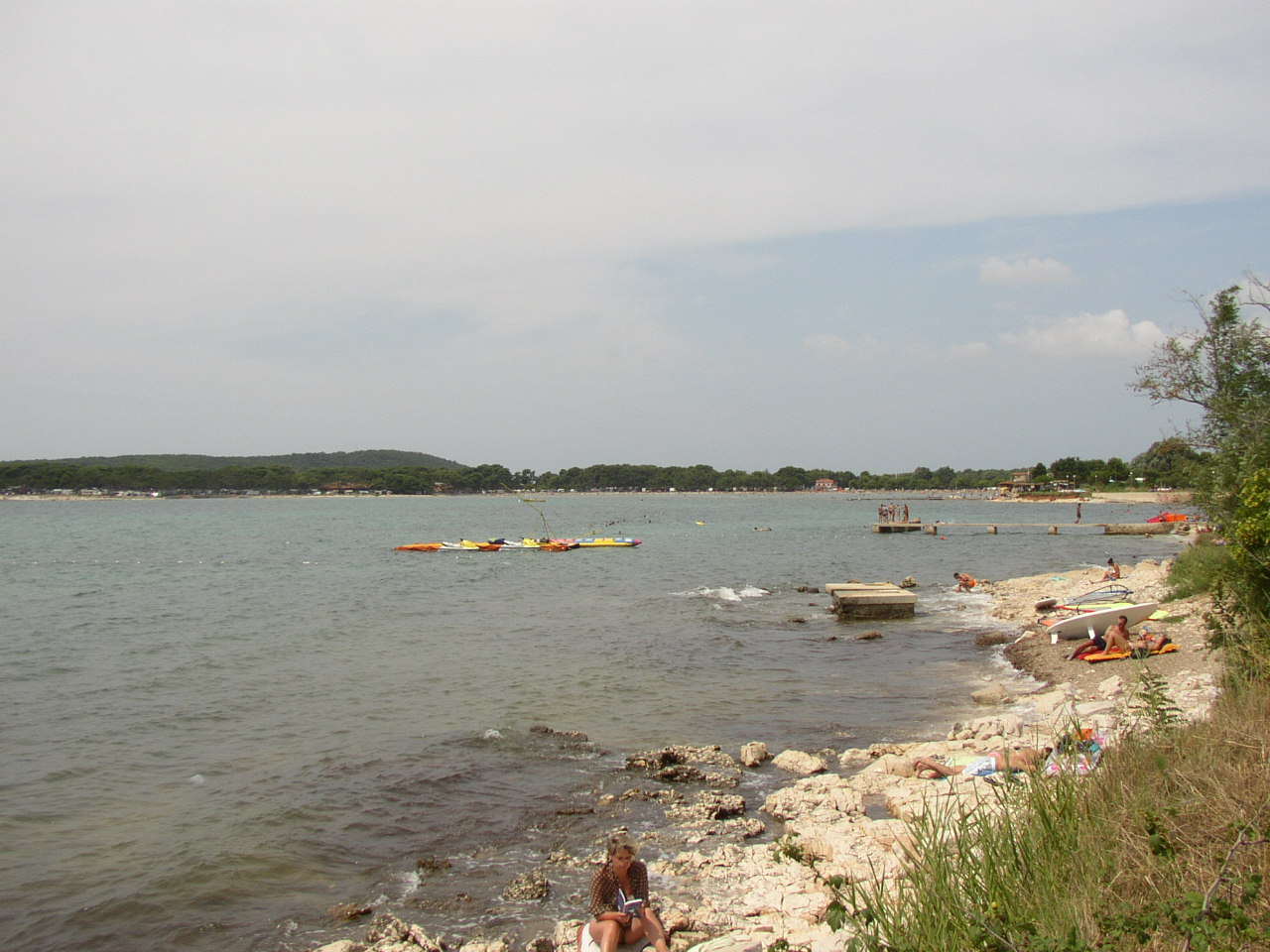
Blick über die Bucht von Medulin
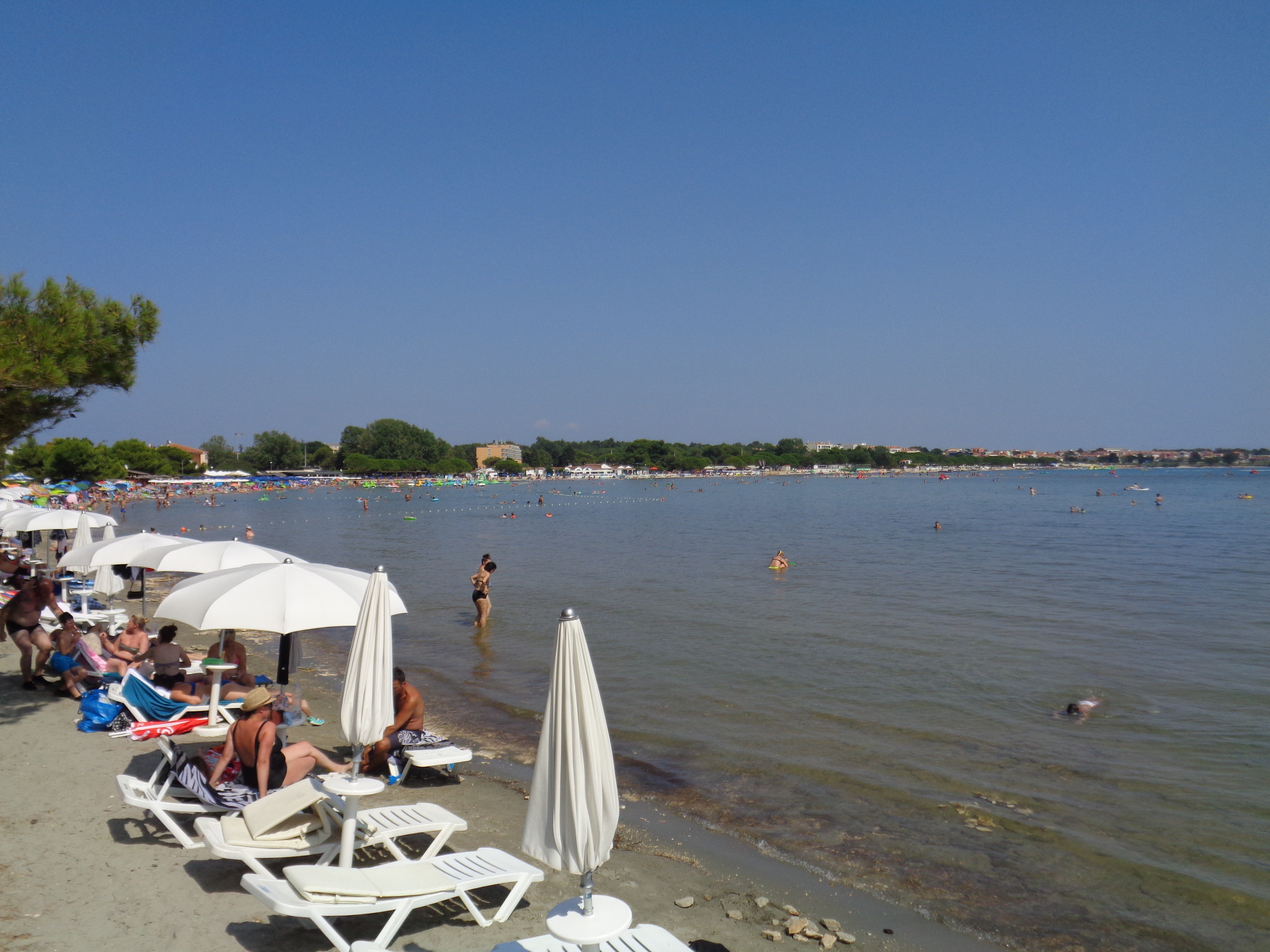
Strand mit Touristen
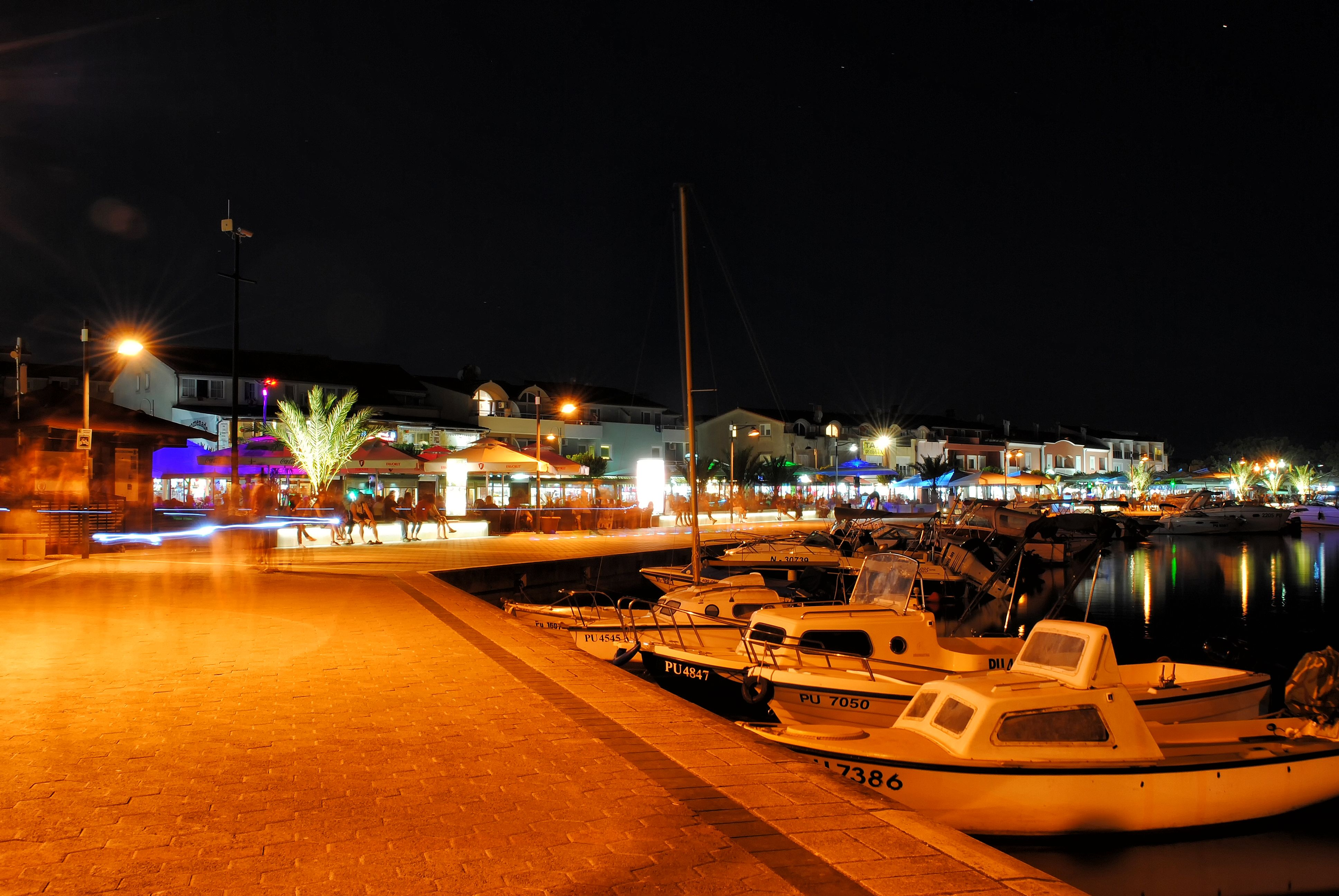
Medulin bei Nacht
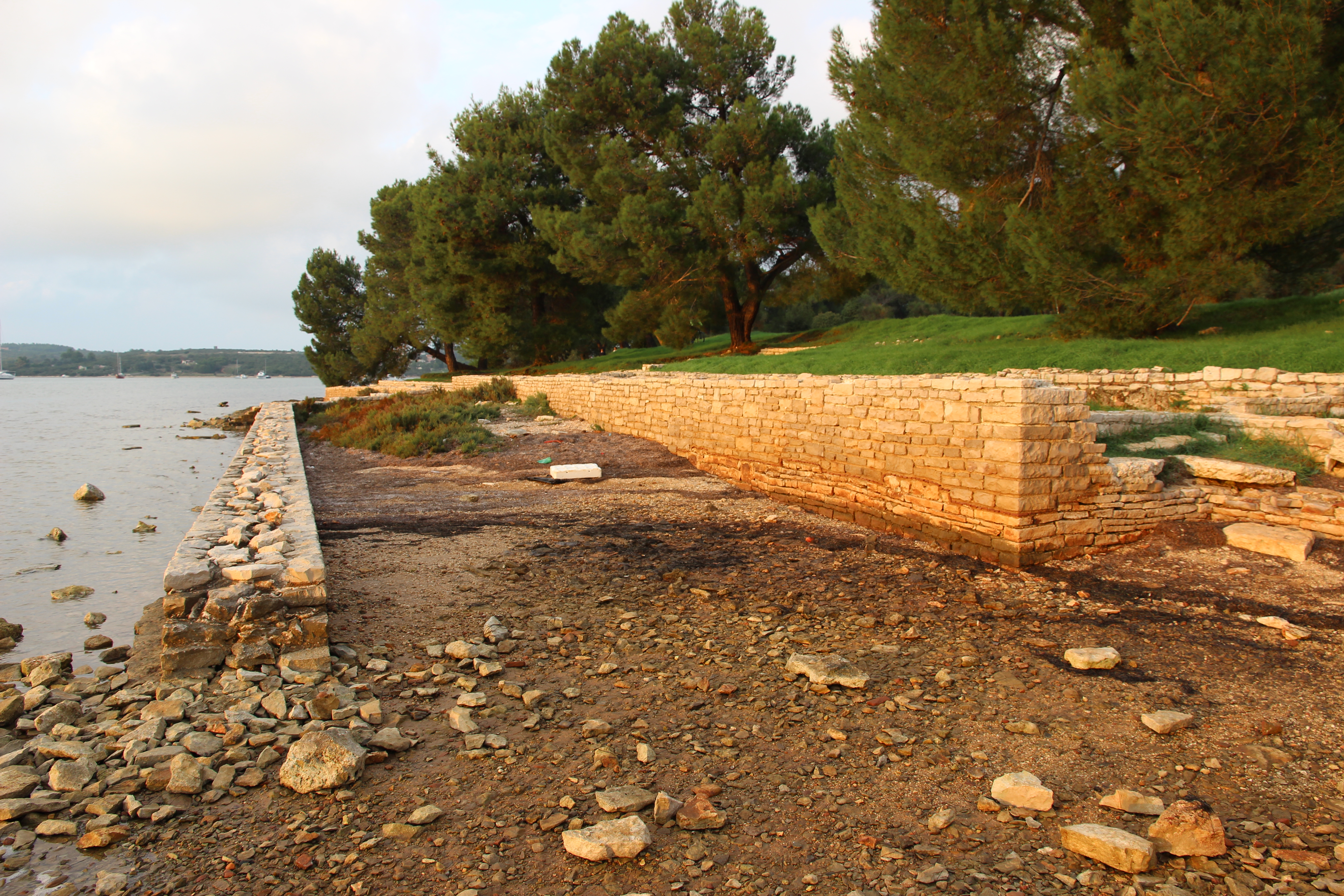
Reste einer römischen Villa auf Vižula
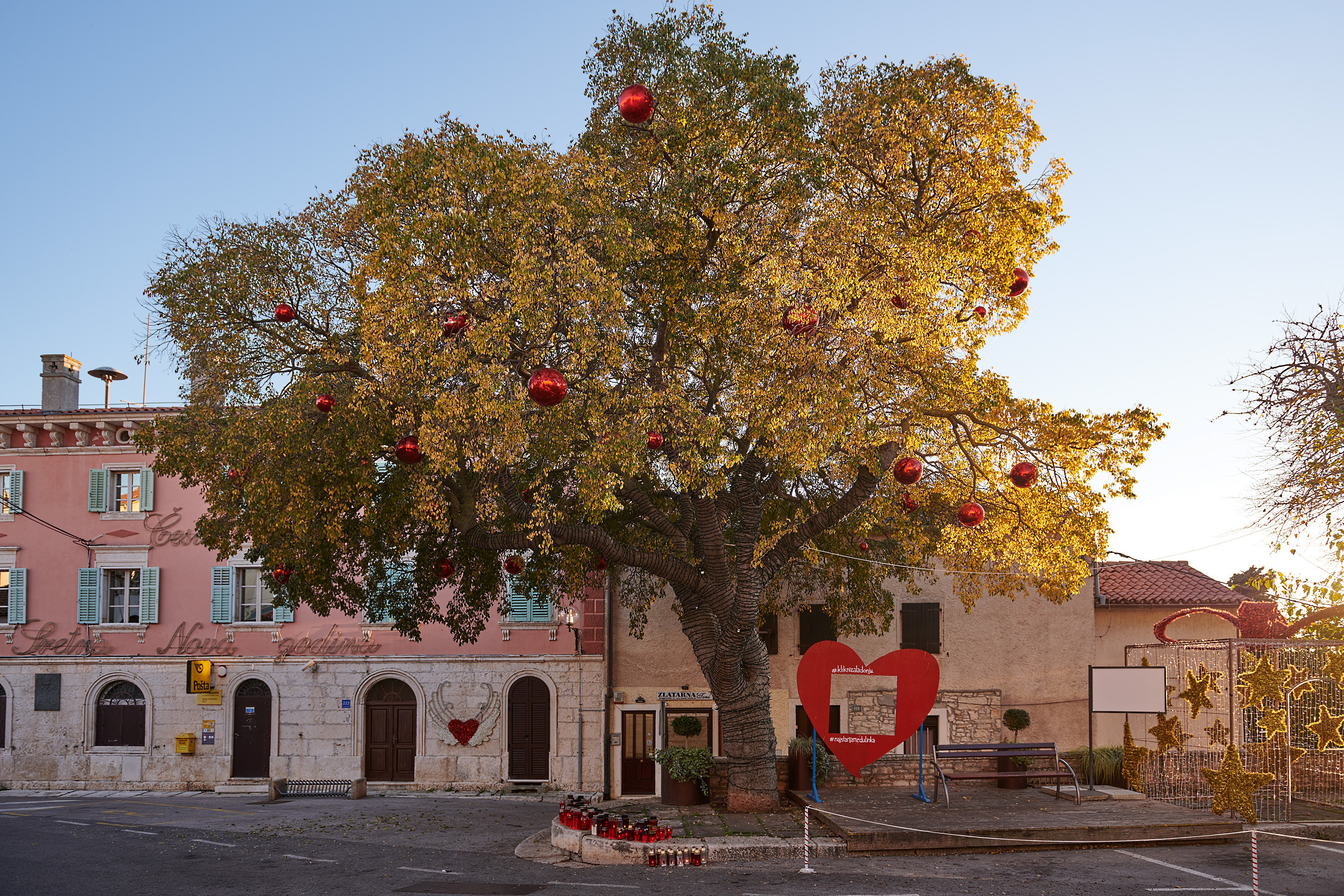
Zürgelbaum in Medulin
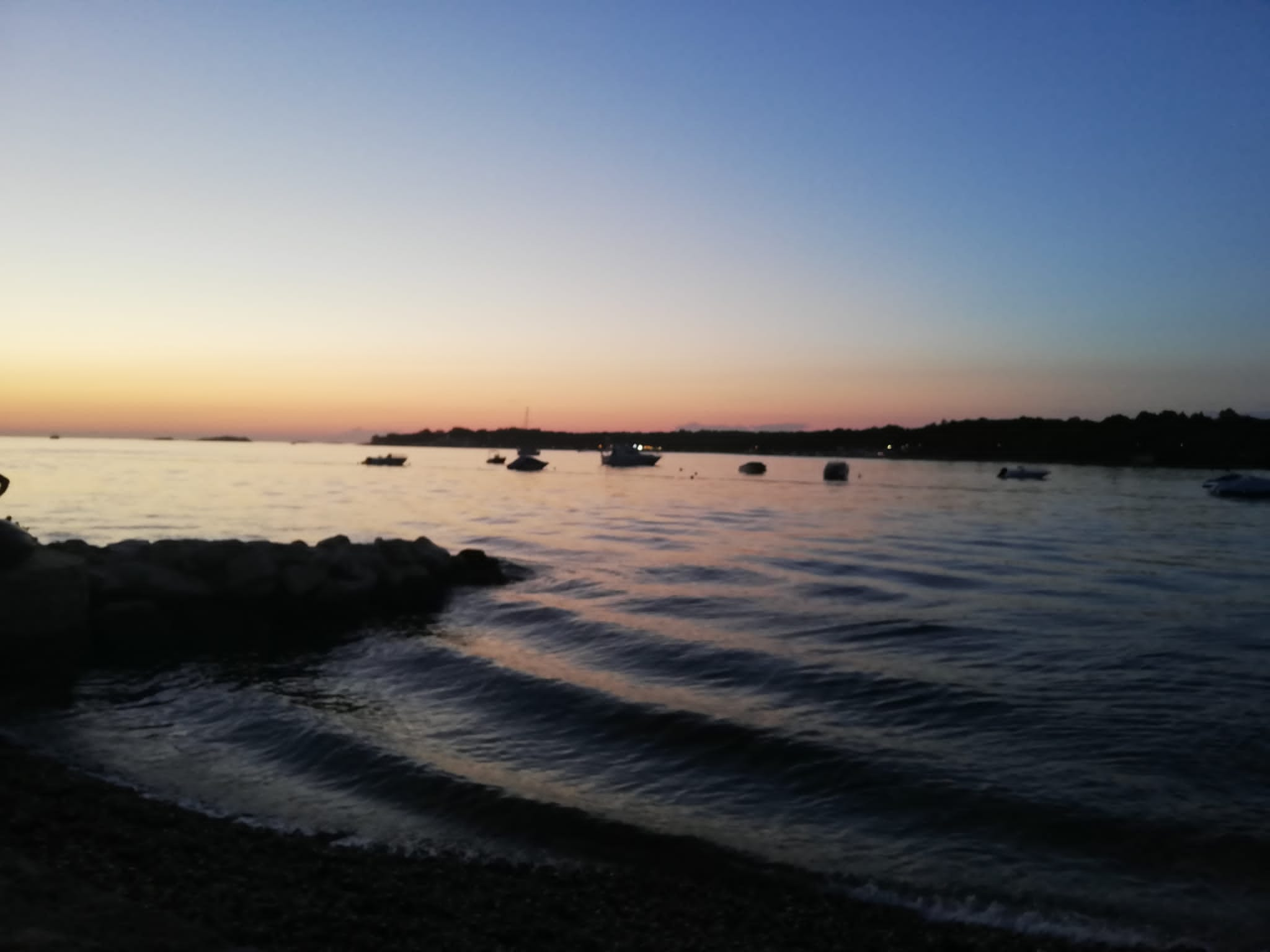
Sicht über die Bucht von Medulin bei Sonnenuntergang
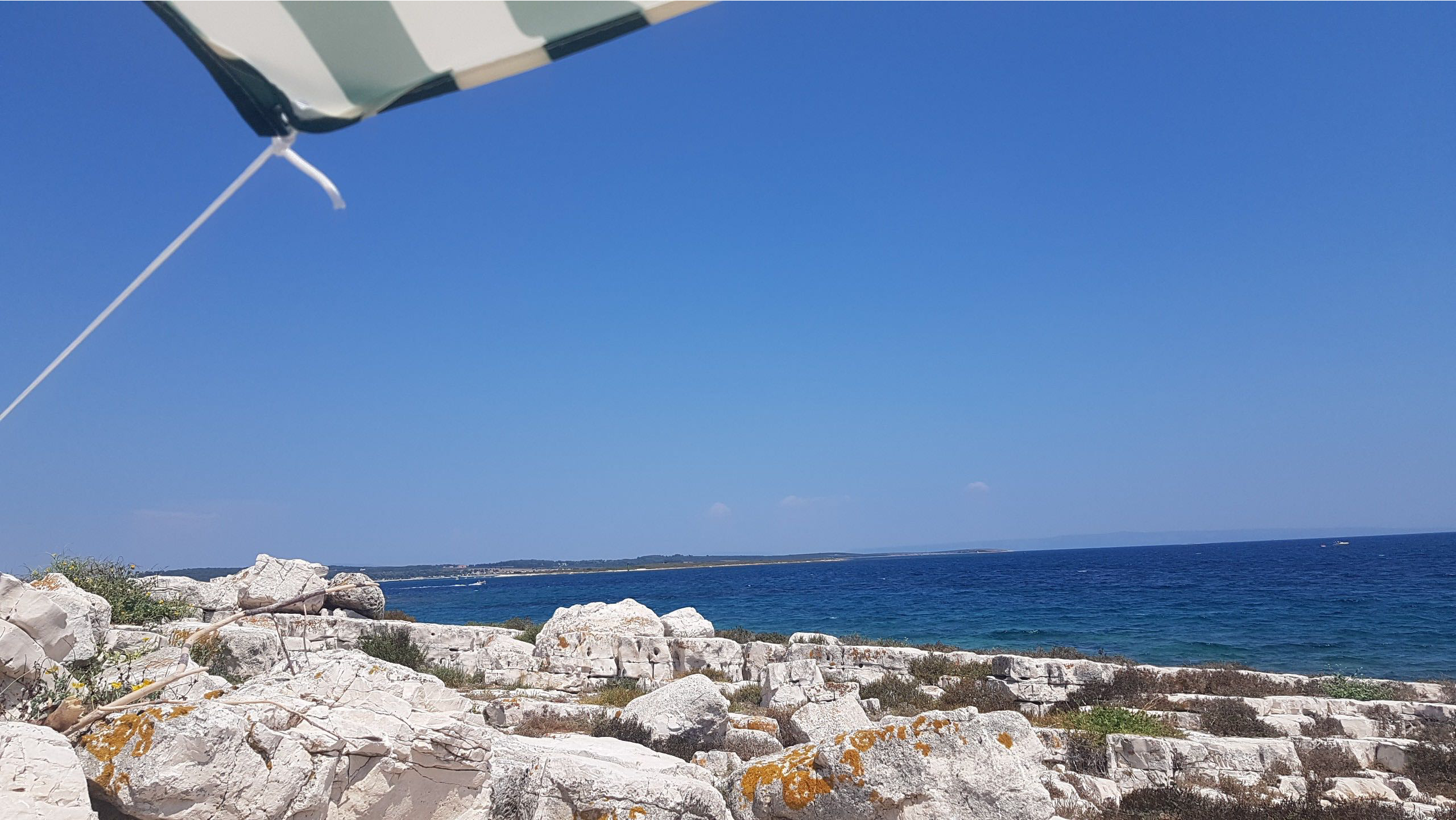
Sicht von einer Insel bei Medulin
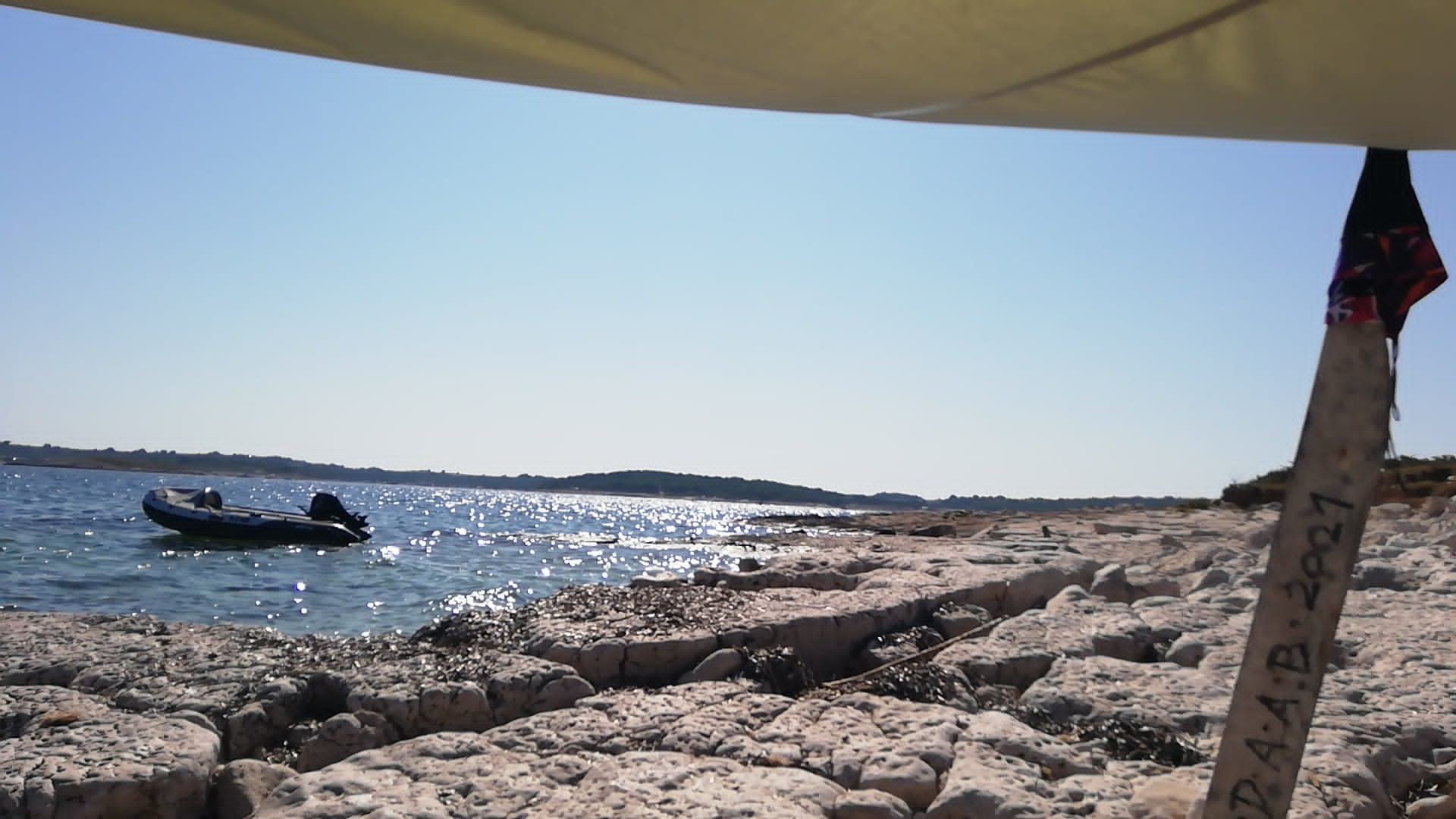
Boot und Sonnenschutz auf Insel
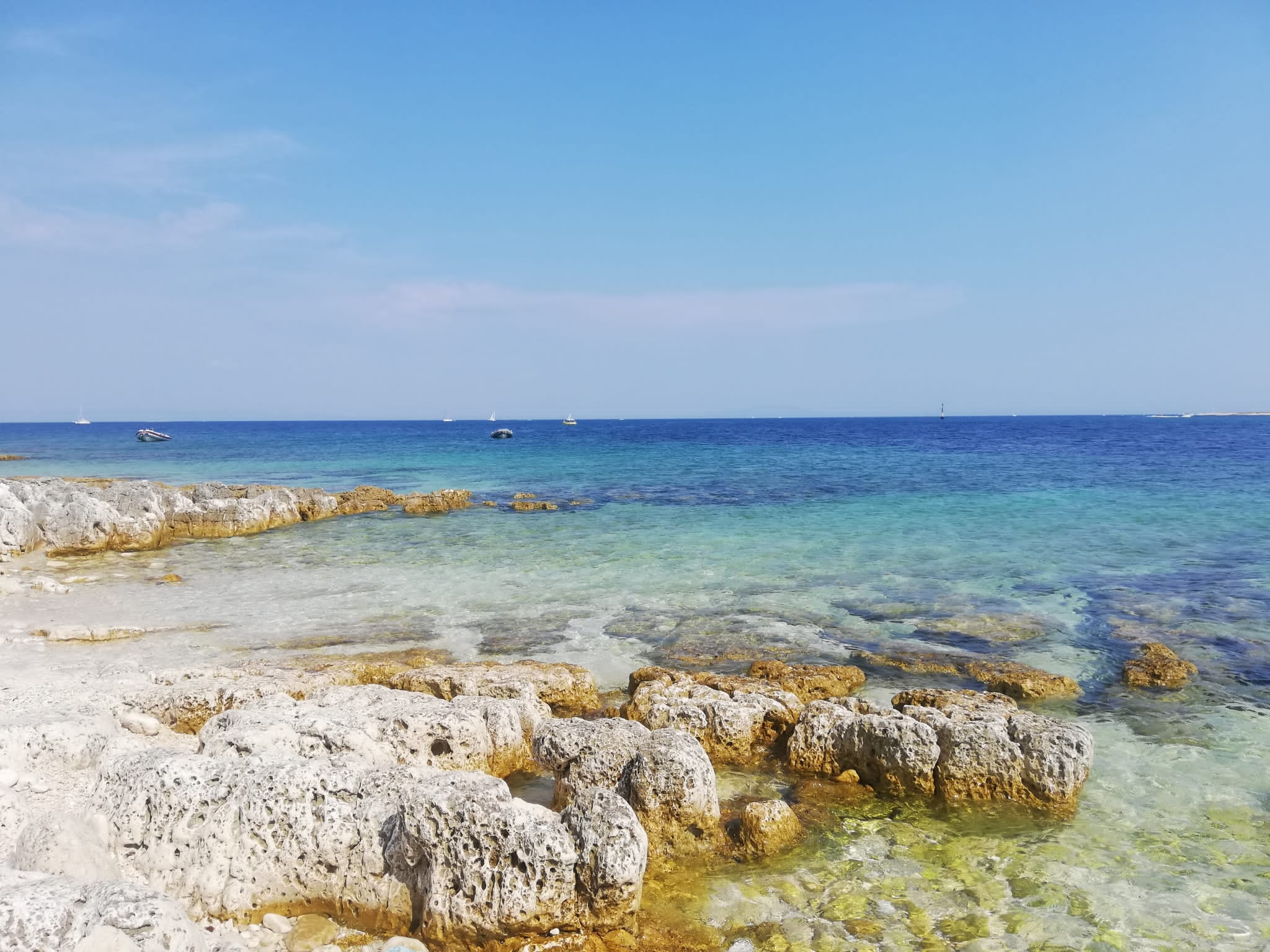
Blick zur See
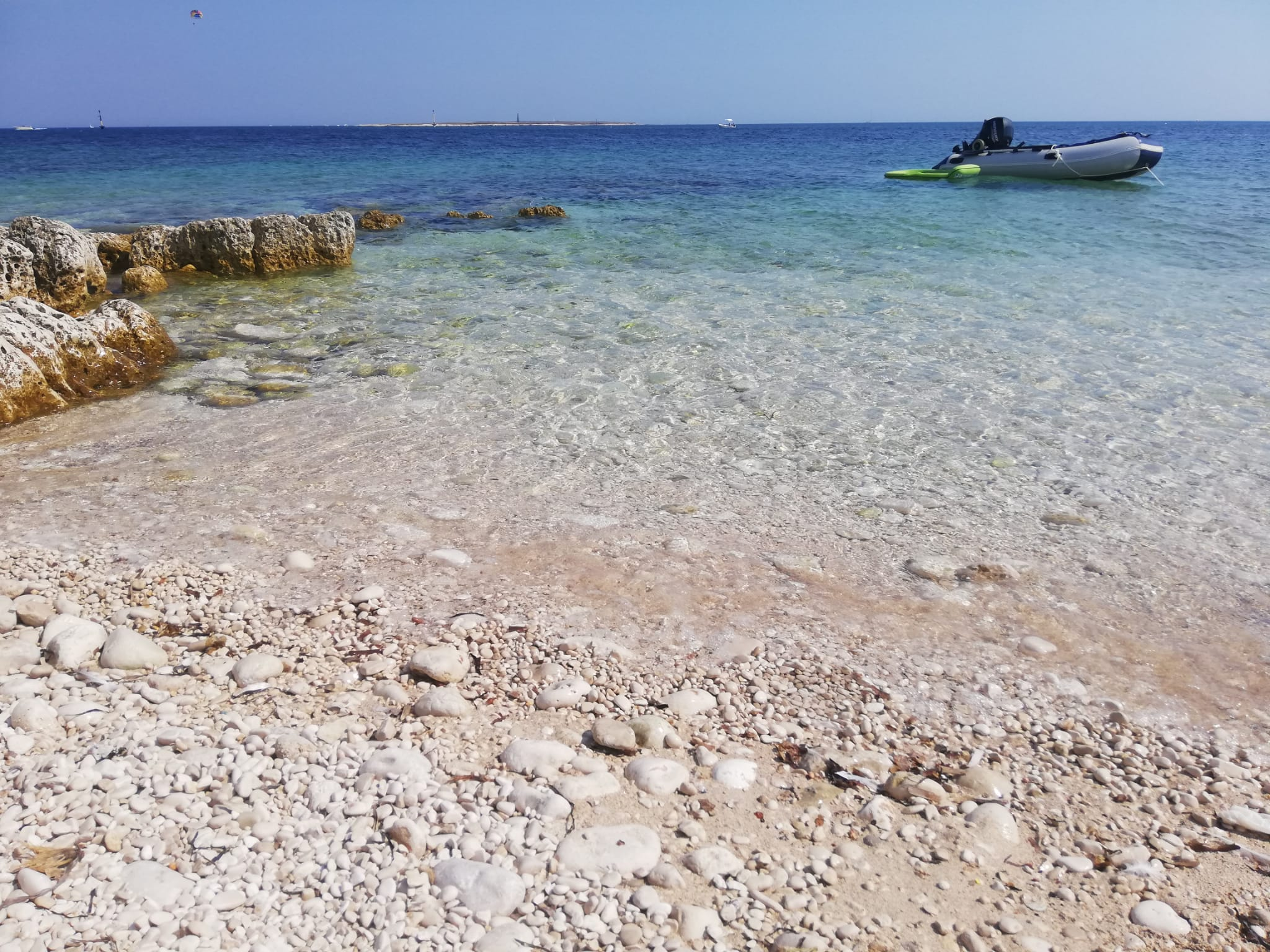
Blick ins klare Wasser